# Франція на зимових Олімпійських іграх 2014
Франція на зимових Олімпійських іграх 2014 року в Сочі була представлена 116 спортсменами у 12 видах спорту. Прапороносцем на церемонії відкриття Олімпіади став лижний двоборець Джейсон Ламі-Шаппюї, а на церемонії закриття — біатлоніст Мартен Фуркад. Французькі спортсмени здобули 15 медалей: 4 золотих, 4 срібних та 7 бронзових; зокрема Мартен Фуркад виборов 3 золоті медалі. Збірна Франції зайняла неофіційне 10-те загальнокомандне місце.

## Медалісти
| Медаль | Спортсмен                                                    | Вид                 | Дисципліна                           | Дата      |
| ------ | ------------------------------------------------------------ | ------------------- | ------------------------------------ | --------- |
| Золото | Мартен Фуркад                                                | Біатлон             | переслідування (чоловіки)            | 10 лютого |
| Золото | Мартен Фуркад                                                | Біатлон             | індивідуальна (чоловіки)             | 13 лютого |
| Золото | П'єр Вольтьє                                                 | Сноубординг         | сноубордкрос (чоловіки)              | 18 лютого |
| Золото | Жан-Фредерік Шапюї                                           | Фристайл            | скікрос (чоловіки)                   | 20 лютого |
| Срібло | Мартен Фуркад                                                | Біатлон             | мас-старт (чоловіки)                 | 18 лютого |
| Срібло | Стів Міссільє                                                | Гірськолижний спорт | гігантський слалом (чоловіки)        | 19 лютого |
| Срібло | Арно Боволента                                               | Фристайл            | скікрос (чоловіки)                   | 20 лютого |
| Срібло | Марі Мартіно                                                 | Фристайл            | хафпайп (жінки)                      | 20 лютого |
| Бронза | Жан-Гійом Беатрікс                                           | Біатлон             | переслідування (чоловіки)            | 10 лютого |
| Бронза | Колін Маттель                                                | Стрибки з трампліна | нормальний трамплін, особисті. жінки | 11 лютого |
| Бронза | Клое Треспеш                                                 | Сноубординг         | сноубордкрос (жінки)                 | 16 лютого |
| Бронза | Робен Дювіяр Жан-Марк Гаяр Моріс Маніфіка Іван Перрійя Буате | Лижні перегони      | естафета 4×10 км (чоловіки)          | 16 лютого |
| Бронза | Кевен Роллан                                                 | Фристайл            | хафпайп (чоловіки)                   | 18 лютого |
| Бронза | Алексі Пентюро                                               | Гірськолижний спорт | гігантський слалом (чоловіки)        | 19 лютого |
| Бронза | Джонатан Мідоль                                              | Фристайл            | скікрос (чоловіки)                   | 20 лютого |

| За видами спорту    | За видами спорту | За видами спорту | За видами спорту | За видами спорту |
| ------------------- | ---------------- | ---------------- | ---------------- | ---------------- |
| Вид                 | 1                | 2                | 3                | Усього           |
| Гірськолижний спорт | 0                | 1                | 1                | 2                |
| Біатлон             | 2                | 1                | 1                | 4                |
| Лижні перегони      | 0                | 0                | 1                | 1                |
| Фристайл            | 1                | 2                | 2                | 5                |
| Стрибки з трампіна  | 0                | 0                | 1                | 1                |
| Сноубординг         | 1                | 0                | 1                | 2                |
| Усього              | 4                | 4                | 7                | 15               |

| За датою | За датою  | За датою | За датою | За датою | За датою |
| -------- | --------- | -------- | -------- | -------- | -------- |
| День     | Дата      | 1        | 2        | 3        | Усього   |
| День 1   | 8 лютого  | 0        | 0        | 0        | 0        |
| День 2   | 9 лютого  | 0        | 0        | 0        | 0        |
| День 3   | 10 лютого | 1        | 0        | 1        | 2        |
| День 4   | 11 лютого | 0        | 0        | 1        | 1        |
| День 5   | 12 лютого | 0        | 0        | 0        | 0        |
| День 6   | 13 лютого | 1        | 0        | 0        | 1        |
| День 7   | 14 лютого | 0        | 0        | 0        | 0        |
| День 8   | 15 лютого | 0        | 0        | 0        | 0        |
| День 9   | 16 лютого | 0        | 0        | 2        | 2        |
| День 10  | 17 лютого | 0        | 0        | 0        | 0        |
| День 11  | 18 лютого | 1        | 1        | 1        | 3        |
| День 12  | 19 лютого | 0        | 1        | 1        | 2        |
| День 13  | 20 лютого | 1        | 2        | 1        | 4        |
| День 14  | 21 лютого | 0        | 0        | 0        | 0        |
| День 15  | 22 лютого | 0        | 0        | 0        | 0        |
| День 16  | 23 лютого | 0        | 0        | 0        | 0        |
| Усього   | Усього    | 4        | 4        | 7        | 15       |

| Багаторазові медалісти | Багаторазові медалісти | Багаторазові медалісти | Багаторазові медалісти | Багаторазові медалісти | Багаторазові медалісти | Багаторазові медалісти |
| ---------------------- | ---------------------- | ---------------------- | ---------------------- | ---------------------- | ---------------------- | ---------------------- |
| Спортсмен              | Вид спорту             | 1                      | 2                      | 3                      | Усього                 |                        |
| Мартен Фуркад          | Біатлон                | 2                      | 1                      | 0                      | 3                      |                        |

## Спортсмени
| Вид спорту          | Чоловіки | Жінки | Всього |
| ------------------- | -------- | ----- | ------ |
| Біатлон             | 5        | 5     | 10     |
| Бобслей             | 8        | 0     | 8      |
| Гірськолижний спорт | 11       | 6     | 17     |
| Ковзанярський спорт | 3        | 0     | 3      |
| Лижне двоборство    | 4        | 0     | 4      |
| Лижні перегони      | 9        | 5     | 14     |
| Санний спорт        | 0        | 1     | 1      |
| Сноубординг         | 6        | 7     | 13     |
| Стрибки з трампліна | 1        | 3     | 4      |
| Фігурне катання     | 5        | 4     | 9      |
| Фристайл            | 14       | 7     | 21     |
| Шорт-трек           | 3        | 1     | 4      |
| Усього              | 69       | 38    | 116    |

## Біатлон
| Спортсмен                                                     | Дисципліна                       | Час           | Промахи       | Місце         |
| ------------------------------------------------------------- | -------------------------------- | ------------- | ------------- | ------------- |
| Жан-Гійом Беатрікс                                            | спринт, чоловіки                 | 25:12.1       | 1 (1+0)       | 14            |
| Жан-Гійом Беатрікс                                            | гонка переслідування, чоловіки   | 34:12.8       | 1 (0+0+1+0)   | 3             |
| Жан-Гійом Беатрікс                                            | індивідуальні перегони, чоловіки | 50:15.5       | 1 (0+0+0+1)   | 6             |
| Жан-Гійом Беатрікс                                            | мас-старт, чоловіки              | 44:34.2       | 3 (0+0+2+1)   | 17            |
| Алексі Беф                                                    | індивідуальні перегони, чоловіки | 58:39.0       | 4 (1+1+1+1)   | 82            |
| Сімон Детьє                                                   | спринт, чоловіки                 | 26:18.2       | 2 (0+2)       | 46            |
| Сімон Детьє                                                   | гонка переслідування, чоловіки   | 35:35.6       | 1 (0+0+1+0)   | 21            |
| Мартен Фуркад                                                 | спринт, чоловіки                 | 24:45.9       | 1 (0+1)       | 6             |
| Мартен Фуркад                                                 | гонка переслідування, чоловіки   | 33:48.6       | 1 (0+0+1+0)   | 1             |
| Мартен Фуркад                                                 | індивідуальні перегони, чоловіки | 49:31.7       | 1 (0+1+0+0)   | 1             |
| Мартен Фуркад                                                 | мас-старт, чоловіки              | 42:29.1       | 1 (1+0+0+0)   | 2             |
| Сімон Фуркад                                                  | спринт, чоловіки                 | 26:04.2       | 2 (1+1)       | 36            |
| Сімон Фуркад                                                  | гонка переслідування, чоловіки   | 35:15.0       | 1 (0+0+1+0)   | 18            |
| Сімон Фуркад                                                  | індивідуальні перегони, чоловіки | 51:29.9       | 2 (0+2+0+0)   | 13            |
| Сімон Фуркад                                                  | мас-старт, чоловіки              | не фінішував  | 2             | не фінішував  |
| Жан-Гійом Беатрікс Сімон Детьє Мартен Фуркад Сімон Фуркад     | естафета, чоловіки               | 1:13:46.4     | 7 (0+7)       | 8             |
| Анаїс Бескон                                                  | спринт, жінки                    | 21:36.7       | 1 (1+0)       | 5             |
| Анаїс Бескон                                                  | гонка переслідування, жінки      | 30:43.7       | 2 (0+0+1+1)   | 12            |
| Анаїс Бескон                                                  | індивідуальні перегони, жінки    | 45:34.0       | 2 (0+2+0+0)   | 5             |
| Анаїс Бескон                                                  | мас-старт, жінки                 | 36:55.3       | 3 (0+0+3+0)   | 10            |
| Марін Болльє                                                  | індивідуальні перегони, жінки    | 48:12.1       | 2 (0+2+0+0)   | 26            |
| Марі-Лор Брюне                                                | спринт, жінки                    | 23:27.4       | 0 (0+0)       | 56            |
| Марі-Лор Брюне                                                | гонка переслідування, жінки      | не стартувала | не стартувала | не стартувала |
| Марі-Лор Брюне                                                | індивідуальні перегони, жінки    | 47:13.6       | 0 (0+0+0+0)   | 17            |
| Анаїс Шевальє                                                 | спринт, жінки                    | 23:03.4       | 1 (0+1)       | 47            |
| Анаїс Шевальє                                                 | гонка переслідування, жінки      | 34:14.5       | 1 (1+0+0+0)   | 44            |
| Марі Дорен-Абер                                               | спринт, жінки                    | 21:55.0       | 0 (0+0)       | 20            |
| Марі Дорен-Абер                                               | гонка переслідування, жінки      | 30:53.6       | 1 (0+0+1+0)   | 14            |
| Марі Дорен-Абер                                               | індивідуальні перегони, жінки    | 49:06.5       | 4 (2+1+0+1)   | 39            |
| Анаїс Бескон Марі-Лор Брюне Анаїс Шевальє Марі Дорен-Абер     | естафета, жінки                  | не фінішували | не фінішували | не фінішували |
| Жан-Гійом Беатрікс Анаїс Бескон Марі Дорен-Абер Мартен Фуркад | змішана естафета                 | 1:12:04.3     | 9 (1+8)       | 6             |

## Бобслей
| Спортсмен                                              | Дисципліна | 1-й заїзд | 1-й заїзд | 2-й заїзд | 2-й заїзд | 3-й заїзд | 3-й заїзд | 4-й заїзд  | 4-й заїзд  | Сума    | Сума  |
| Спортсмен                                              | Дисципліна | Час       | Місце     | Час       | Місце     | Час       | Місце     | Час        | Місце      | Час     | Місце |
| ------------------------------------------------------ | ---------- | --------- | --------- | --------- | --------- | --------- | --------- | ---------- | ---------- | ------- | ----- |
| Лоїк Костерг* Ромен Генріх                             | двійки     | 57.44     | 19        | 57.04     | 14        | 57.65     | 22        | 57.23      | 20         | 3:49.36 | 20    |
| Жеремі Байяр Жеремі Бутерен Тібо Годфруа* Вінсан Рікар | четвірки   | 56.37     | 25        | 56.27     | 24        | 56.35     | 24        | не пройшли | не пройшли | 2:48.99 | 23    |
| Лоїк Костерг* Ромен Генріх Еллі Лефор Флоран Рібе      | четвірки   | 55.82     | 18        | 55.68     | 17        | 55.91     | 15        | 55.77      | 14         | 3:43.18 | 17    |

* Ведучий

## Гірськолижний спорт
| Спортсмен            | Дисципліна                   | 1-й спуск     | 1-й спуск     | 2-й спуск     | 2-й спуск     | Сума          | Сума          |
| Спортсмен            | Дисципліна                   | Час           | Місце         | Час           | Місце         | Час           | Місце         |
| -------------------- | ---------------------------- | ------------- | ------------- | ------------- | ------------- | ------------- | ------------- |
| Жоан Кларе           | швидкісний спуск, чоловіки   | Н/Д           | Н/Д           | Н/Д           | Н/Д           | не фінішував  | не фінішував  |
| Жоан Кларе           | супергігант, чоловіки        | Н/Д           | Н/Д           | Н/Д           | Н/Д           | 1:19.75       | =19           |
| Матьє Февр           | гігантський слалом, чоловіки | 1:23.53       | 22            | 1:25.90       | 28            | 2:49.43       | 24            |
| Тома Фанара          | гігантський слалом, чоловіки | 1:22.41       | =4            | 1:24.32       | 16            | 2:46.73       | 9             |
| Гільєрмо Фає         | швидкісний спуск, чоловіки   | Н/Д           | Н/Д           | Н/Д           | Н/Д           | 2:09.03       | 26            |
| Жан-Батіст Гранж     | слалом, чоловіки             | 47.47         | 5             | не фінішував  | не фінішував  | не фінішував  | не фінішував  |
| Жульєн Лізеру        | слалом, чоловіки             | 48.69         | 17            | 55.63         | 14            | 1:44.32       | 15            |
| Тома Мермійо-Блонден | супергігант, чоловіки        | Н/Д           | Н/Д           | Н/Д           | Н/Д           | 1:19.53       | 15            |
| Тома Мермійо-Блонден | комбінація, чоловіки         | 1:56.23       | 27            | не фінішував  | не фінішував  | не фінішував  | не фінішував  |
| Стів Міссільє        | гігантський слалом, чоловіки | 1:22.58       | 10            | 1:23.19       | 1             | 2:45.77       | 2             |
| Стів Міссільє        | слалом, чоловіки             | не фінішував  | не фінішував  | не фінішував  | не фінішував  | не фінішував  | не фінішував  |
| Алексі Пентюро       | комбінація, чоловіки         | 1:55.68       | 23            | не фінішував  | не фінішував  | не фінішував  | не фінішував  |
| Алексі Пентюро       | гігантський слалом, чоловіки | 1:22.44       | 6             | 1:23.49       | 2             | 2:45.93       | 3             |
| Алексі Пентюро       | слалом, чоловіки             | 47.78         | 8             | не фінішував  | не фінішував  | не фінішував  | не фінішував  |
| Давид Пуассон        | швидкісний спуск, чоловіки   | Н/Д           | Н/Д           | Н/Д           | Н/Д           | 2:07.83       | 16            |
| Давид Пуассон        | супергігант, чоловіки        | Н/Д           | Н/Д           | Н/Д           | Н/Д           | 1:19.74       | =17           |
| Адрієн Тео           | швидкісний спуск, чоловіки   | Н/Д           | Н/Д           | Н/Д           | Н/Д           | 2:07.89       | 18            |
| Адрієн Тео           | супергігант, чоловіки        | Н/Д           | Н/Д           | Н/Д           | Н/Д           | 1:19.35       | 11            |
| Адрієн Тео           | комбінація, чоловіки         | 1:55.00       | 17            | 53.66         | 17            | 2:48.66       | 17            |
| Анна-Софі Барте      | гігантський слалом, жінки    | 1:20.71       | 17            | 1:19.17       | 12            | 2:39.88       | =14           |
| Анна-Софі Барте      | слалом, жінки                | 56.99         | 23            | 53.12         | 17            | 1:50.11       | 18            |
| Аделін Бо-Мюньє      | гігантський слалом, жінки    | 1:21.49       | 22            | 1:19.42       | =15           | 2:40.91       | 22            |
| Аделін Бо-Мюньє      | слалом, жінки                | 56.50         | 19            | не фінішувала | не фінішувала | не фінішувала | не фінішувала |
| Маріон Бертран       | гігантський слалом, жінки    | не фінішувала | не фінішувала | не фінішувала | не фінішувала | не фінішувала | не фінішувала |
| Марі Маршан-Арв'є    | швидкісний спуск, жінки      | Н/Д           | Н/Д           | Н/Д           | Н/Д           | не фінішувала | не фінішувала |
| Марі Маршан-Арв'є    | супергігант                  | Н/Д           | Н/Д           | Н/Д           | Н/Д           | не фінішувала | не фінішувала |
| Анемон Мармоттан     | гігантський слалом, жінки    | 1:19.69       | 9             | 1:18.79       | 9             | 2:38.48       | 8             |
| Анемон Мармоттан     | слалом, жінки                | 57.08         | 24            | 51.88         | 5             | 1:48.96       | 13            |
| Настасья Ноанс       | слалом, жінки                | 53.81         | 5             | 52.31         | 8             | 1:46.12       | 7             |

## Ковзанярський спорт
Індивідульні змагання
| Спортсмен      | Дисципліна             | Фінал        | Фінал        |
| Спортсмен      | Дисципліна             | Час          | Місце        |
| -------------- | ---------------------- | ------------ | ------------ |
| Алексіс Контен | 5000 метрів (чоловіки) | не стартував | не стартував |
| Еван Фернандес | 1500 метрів (чоловіки) | 1:52.70      | 40           |
| Еван Фернандес | 5000 метрів (чоловіки) | 6:31.08      | 18           |
| Бенжамен Масе  | 1000 метрів (чоловіки) | 1:10.80      | 29           |
| Бенжамен Масе  | 1500 метрів (чоловіки) | 1:49.34      | 32           |

Командна гонка
| Athlete                                     | Event                     | Quarterfinal               | Semifinal       | Final                       | Final |
| Athlete                                     | Event                     | Opposition Time            | Opposition Time | Opposition Time             | Rank  |
| ------------------------------------------- | ------------------------- | -------------------------- | --------------- | --------------------------- | ----- |
| Алексіс Контен Еван Фернандес Бенжамен Масе | командна гонка (чоловіки) | Нідерланди (NED) L 3:53.17 | Did not advance | Final D США (USA) L 3:51.76 | 8     |

## Лижне двоборство
| Спортсмен                                                     | Дисципліна                        | Стрибки з трампліна | Стрибки з трампліна | Стрибки з трампліна | Лижні перегони | Лижні перегони | Загалом | Загалом |
| Спортсмен                                                     | Дисципліна                        | Відстань            | Бали                | Місце               | Час            | Місце          | Час     | Місце   |
| ------------------------------------------------------------- | --------------------------------- | ------------------- | ------------------- | ------------------- | -------------- | -------------- | ------- | ------- |
| Франсуа Бро                                                   | нормальний трамплін/10 км         | 95.0                | 113.5               | 24                  | 23:57.3        | 17             | 25:09.3 | 20      |
| Франсуа Бро                                                   | великий трамплін/10 км            | 121.0               | 105.5               | 19                  | 22:31.2        | 5              | 24:05.2 | 13      |
| Себастьєн Лакруа                                              | нормальний трамплін/10 км         | 94.5                | 112.0               | 28                  | 24:40.2        | 29             | 25:58.2 | 28      |
| Себастьєн Лакруа                                              | великий трамплін/10 км            | 120.0               | 98.0                | 31                  | 22:47.5        | 14             | 24:51.5 | 21      |
| Максим Лаерт                                                  | нормальний трамплін/10 км         | 97.0                | 117.3               | 17                  | 24:05.4        | 20             | 25:02.4 | 17      |
| Максим Лаерт                                                  | великий трамплін/10 км            | 125.0               | 108.0               | 15                  | 23:55.6        | 29             | 25:19.6 | 27      |
| Джейсон Ламі-Шаппюї                                           | нормальний трамплін/10 км         | 98.5                | 123.7               | 8                   | 25:56.7        | 41             | 26:27.7 | 35      |
| Джейсон Ламі-Шаппюї                                           | великий трамплін/10 км            | 133.5               | 120.7               | 5                   | 23:10.9        | 22             | 23:43.9 | 7       |
| Франсуа Бро Себастьєн Лакруа Максим Лаерт Джейсон Ламі-Шаппюї | командний великий трамплін/4×5 км | 502.5               | 455.2               | 4                   | 47:51.3        | 4              | 48:26.3 | 4       |

## Лижні перегони
Дистанційні перегони
| Спортсмен                                                      | Дисципліна                       | Класичний стиль | Класичний стиль | Вільний стиль | Вільний стиль | Фінал     | Фінал       | Фінал |
| Спортсмен                                                      | Дисципліна                       | Час             | Місце           | Час           | Місце         | Час       | Відставання | Місце |
| -------------------------------------------------------------- | -------------------------------- | --------------- | --------------- | ------------- | ------------- | --------- | ----------- | ----- |
| Адріан Бакшайдер                                               | 15 км класичним стилем, чоловіки | Н/Д             | Н/Д             | Н/Д           | Н/Д           | 42:21.7   | +3:52.0     | 43    |
| Робен Дювіллар                                                 | 50 км вільним стилем, чоловіки   | Н/Д             | Н/Д             | Н/Д           | Н/Д           | 1:47:10.1 | +14.9       | 6     |
| Жан-Марк Гаяр                                                  | 15 км класичним стилем, чоловіки | Н/Д             | Н/Д             | Н/Д           | Н/Д           | 40:22.8   | +1:53.1     | 21    |
| Жан-Марк Гаяр                                                  | 30 км скіатлон, чоловіки         | 36:03.1         | =9              | 31:55.7       | 7             | 1:08:29.8 | +14.4       | 6     |
| Жан-Марк Гаяр                                                  | 50 км вільним стилем, чоловіки   | Н/Д             | Н/Д             | Н/Д           | Н/Д           | 1:49:49.7 | +2:54.5     | 35    |
| Моріс Маніфіка                                                 | 30 км скіатлон, чоловіки         | 36:07.6         | 16              | 31:54.0       | 6             | 1:08:33.6 | +18.2       | 9     |
| Моріс Маніфіка                                                 | 50 км вільним стилем, чоловіки   | Н/Д             | Н/Д             | Н/Д           | Н/Д           | 1:52:01.6 | +5:06.4     | 43    |
| Сиріл Міранда                                                  | 15 км класичним стилем, чоловіки | Н/Д             | Н/Д             | Н/Д           | Н/Д           | 43:22.5   | +4:52.8     | 56    |
| Іван Перрійя Буате                                             | 30 км скіатлон, чоловіки         | 37:09.4         | 36              | 34:24.6       | 44            | 1:12:04.5 | +3:49.1     | 41    |
| Іван Перрійя Буате                                             | 50 км вільним стилем, чоловіки   | Н/Д             | Н/Д             | Н/Д           | Н/Д           | 1:47:31.7 | +36.5       | 13    |
| Робен Дювіллар Жан-Марк Гаяр Моріс Маніфіка Іван Перрійя Буате | естафета 4×10 км, чоловіки       | Н/Д             | Н/Д             | Н/Д           | Н/Д           | 1:29:13.9 | +31.9       | 3     |
| Селья Емоньє                                                   | 10 км класичним стилем, жінки    | Н/Д             | Н/Д             | Н/Д           | Н/Д           | 30:45.8   | +2:28.0     | 27    |
| Селья Емоньє                                                   | 15 км скіатлон, жінки            | 20:00.0         | 25              | 19:57.5       | 17            | 40:32.6   | +1:59.0     | 21    |
| Анук Февр-Пікон                                                | 15 км скіатлон, жінки            | 20:21.2         | 37              | 20:48.5       | 40            | 41:44.4   | +3:10.8     | 38    |
| Анук Февр-Пікон                                                | 30 км вільним стилем, жінки      | Н/Д             | Н/Д             | Н/Д           | Н/Д           | 1:13:29.4 | +2:24.2     | 17    |
| Коралін Юг                                                     | 15 км скіатлон, жінки            | 20:41.1         | 45              | 19:17.5       | 6             | 40:33.1   | +1:59.5     | 22    |
| Коралін Юг                                                     | 30 км вільним стилем, жінки      | Н/Д             | Н/Д             | Н/Д           | Н/Д           | 1:12:29.5 | +1:24.3     | 7     |
| Орор Жан                                                       | 10 км класичним стилем, жінки    | Н/Д             | Н/Д             | Н/Д           | Н/Д           | 31:01.0   | +2:43.2     | 29    |
| Орор Жан                                                       | 15 км скіатлон, жінки            | 19:55.2         | 20              | 19:57.3       | 16            | 40:27.1   | +1:53.5     | 18    |
| Орор Жан                                                       | 30 км вільним стилем, жінки      | Н/Д             | Н/Д             | Н/Д           | Н/Д           | 1:12:27.5 | +1:22.3     | 6     |
| Селья Емоньє Анук Февр-Пікон Коралін Юг Орор Жан               | Естафета 4×5 км                  | Н/Д             | Н/Д             | Н/Д           | Н/Д           | 53:47.7   | +45.0       | 4     |

Спринт
| Спортсмен                   | Дисципліна                       | Кваліфікація | Кваліфікація | Чвертьфінал | Чвертьфінал | Півфінал   | Півфінал   | Фінал         | Фінал         |
| Спортсмен                   | Дисципліна                       | Час          | Місце        | Час         | Місце       | Час        | Місце      | Час           | Місце         |
| --------------------------- | -------------------------------- | ------------ | ------------ | ----------- | ----------- | ---------- | ---------- | ------------- | ------------- |
| Сиріл Гаяр                  | індивідуальний спринт (чоловіки) | 3:37.86      | 29 Q         | 3:40.77     | 6           | не пройшов | не пройшов | не пройшов    | не пройшов    |
| Батіст Гро                  | індивідуальний спринт (чоловіки) | 3:40.54      | 40           | не пройшов  | не пройшов  | не пройшов | не пройшов | не пройшов    | не пройшов    |
| Рено Же                     | індивідуальний спринт (чоловіки) | 3:35.16      | 14 Q         | 3:37.00     | 3           | не пройшов | не пройшов | не пройшов    | не пройшов    |
| Сиріл Міранда               | індивідуальний спринт (чоловіки) | 3:36.59      | 22 Q         | 3:37.57     | 3           | не пройшов | не пройшов | не пройшов    | не пройшов    |
| Жан-Марк Гаяр Сиріл Міранда | командний спринт (чоловіки)      | Н/Д          | Н/Д          | Н/Д         | Н/Д         | 23:41.79   | 6 q        | не стартували | не стартували |
| Селья Емоньє                | індивідуальний спринт (жінки)    | 2:42.57      | 40           | не пройшла  | не пройшла  | не пройшла | не пройшла | не пройшла    | не пройшла    |
| Маріон Біє                  | індивідуальний спринт (жінки)    | 2:41.30      | 36           | не пройшла  | не пройшла  | не пройшла | не пройшла | не пройшла    | не пройшла    |
| Орор Жан                    | індивідуальний спринт (жінки)    | 2:37.96      | 21 Q         | 2:35.55     | 3 q         | 2:38.28    | 6          | не пройшла    | не пройшла    |
| Селья Емоньє Орор Жан       | командний спринт (жінки)         | Н/Д          | Н/Д          | Н/Д         | Н/Д         | 17:10.07   | 6          | не пройшли    | не пройшли    |

## Санний спорт
| Спортсмен        | Дисципліна       | Спуск 1 | Спуск 1 | Спуск 2 | Спуск 2 | Спуск 3 | Спуск 3 | Спуск 4 | Спуск 4 | Разом    | Разом |
| Спортсмен        | Дисципліна       | Час     | Місце   | Час     | Місце   | Час     | Місце   | Час     | Місце   | Час      | Місце |
| ---------------- | ---------------- | ------- | ------- | ------- | ------- | ------- | ------- | ------- | ------- | -------- | ----- |
| Моргана Боннефой | одиночки (жінки) | 51.820  | 26      | 51.641  | 28      | 51.948  | 27      | 52.183  | 30      | 3:27.592 | 27    |

## Сноубординг
Паралельний слалом
| Спортсмен     | Дисципліна                                | Кваліфікація | Кваліфікація | 1/16                                    | Чвертьфінал  | Півфінал     | Фінал        | Фінал      |
| Спортсмен     | Дисципліна                                | Час          | Місце        | Суперник Час                            | Суперник Час | Суперник Час | Суперник Час | Місце      |
| ------------- | ----------------------------------------- | ------------ | ------------ | --------------------------------------- | ------------ | ------------ | ------------ | ---------- |
| Сільвен Дюфур | паралельний гігантський слалом (чоловіки) | 1:39.76      | 15 Q         | Вік Вайлд (RUS) L +5.65                 | не пройшов   | не пройшов   | не пройшов   | не пройшов |
| Сільвен Дюфур | паралельний слалом (чоловіки)             | 59.43        | 10 Q         | Невін Галмаріні (SUI) L дискваліфікація | не пройшов   | не пройшов   | не пройшов   | не пройшов |

Фристайл
| Спортсмен       | Дисципліна         | Кваліфікація | Кваліфікація | Кваліфікація | Кваліфікація | Півфінал    | Півфінал    | Півфінал | Півфінал | Фінал       | Фінал       | Фінал      | Фінал      | Фінал |
| Спортсмен       | Дисципліна         | 1-ша спроба  | 2-га спроба  | Найкраща     | Місце        | 1-ша спроба | 2-га спроба | Найкраща | Місце    | 1-ша спроба | 2-га спроба | Найкраща   | Місце      |       |
| --------------- | ------------------ | ------------ | ------------ | ------------ | ------------ | ----------- | ----------- | -------- | -------- | ----------- | ----------- | ---------- | ---------- | ----- |
| Жоанн Безамі    | хафпайп (чоловіки) | 71.25        | 36.75        | 71.25        | 9 QS         | 18.50       | 37.00       | 37.00    | 10       | не пройшов  | не пройшов  | не пройшов | не пройшов |       |
| Артур Лонго     | хафпайп (чоловіки) | 79.25        | 20.75        | 79.25        | 4 QS         | 12.00       | 31.75       | 31.75    | 11       | не пройшов  | не пройшов  | не пройшов | не пройшов |       |
| Клеманс Грімаль | хафпайп (жінки)    | 16.00        | 66.50        | 66.50        | 8 QS         | 14.00       | 38.25       | 38.25    | 8        | не пройшла  | не пройшла  | не пройшла | не пройшла |       |
| Софі Родрігес   | хафпайп (жінки)    | 78.50        | 25.50        | 78.50        | 3 QF         | Bye         | Bye         | Bye      | Bye      | 77.75       | 79.50       | 79.50      | 7          |       |
| Мірабель Товекс | хафпайп (жінки)    | 71.75        | 69.75        | 71.75        | 6 QS         | 70.75       | 39.75       | 70.75    | 5 Q      | 67.00       | 34.75       | 67.00      | 10         |       |

 QF – кваліфікація у фінал; QS – кваліфікація у півфінал
Сноубордкрос
| Спортсмен          | Дисципліна | Посів   | Посів | 1/16    | Чвертьфінал | Півфінал   | Фінал      | Фінал |
| Спортсмен          | Дисципліна | Час     | Місце | Позиція | Позиція     | Позиція    | Позиція    | Місце |
| ------------------ | ---------- | ------- | ----- | ------- | ----------- | ---------- | ---------- | ----- |
| Поль-Анрі де Ле Рю | чоловіки   | CAN     | CAN   | 3 Q     | 2 Q         | 2 FA       | 4          | 4     |
| Тоні Рамуан        | чоловіки   | CAN     | CAN   | 2 Q     | 5           | не пройшов | не пройшов | =17   |
| П'єр Волтьє        | чоловіки   | CAN     | CAN   | 1 Q     | 1 Q         | 1 FA       | 1          | 1     |
| Дебора Антоніоз    | жінки      | 1:24.78 | 17    | Н/Д     | 4           | не пройшла | не пройшла | 15    |
| Шарлотта Бенкс     | жінки      | 1:23.12 | 5     | Н/Д     | 5           | не пройшла | не пройшла | 17    |
| Неллі Моен-Локкоз  | жінки      | 1:23.50 | 8     | Н/Д     | 2 Q         | 4 FA       | 5          | 5     |
| Клое Треспеш       | жінки      | 1:24.47 | 13    | Н/Д     | 1 Q         | 2 FA       | 3          | 3     |

FA – кваліфікація у медальний раунд; FB – кваліфікація у втішний раунд

## Стрибки з трампліна
| Спортсменка       | Дисципліна                     | Кваліфікація | Кваліфікація | Кваліфікація | Перший раунд | Перший раунд | Перший раунд | Фінал      | Фінал      | Фінал      | Загалом    | Загалом    |
| Спортсменка       | Дисципліна                     | Відстань     | Бали         | Місце        | Відстань     | Бали         | Місце        | Відстань   | Бали       | Місце      | Бали       | Місце      |
| ----------------- | ------------------------------ | ------------ | ------------ | ------------ | ------------ | ------------ | ------------ | ---------- | ---------- | ---------- | ---------- | ---------- |
| Ронан Ламі Шаппуї | нормальний трамплін (чоловіки) | 91.0         | 106.2        | 33 Q         | 91.0         | 111.0        | 40           | не пройшов | не пройшов | не пройшов | не пройшов | не пройшов |
| Ронан Ламі Шаппуї | великий трамплін (чоловіки)    | 121.5        | 99.8         | 28 Q         | 125.0        | 108.2        | 36           | не пройшов | не пройшов | не пройшов | не пройшов | не пройшов |
| Джулія Клер       | нормальний трамплін (жінки)    | Н/Д          | Н/Д          | Н/Д          | 95.5         | 113.8        | 18           | 91.5       | 104.7      | 22         | 218.5      | 19         |
| Леа Лемар         | нормальний трамплін (жінки)    | Н/Д          | Н/Д          | Н/Д          | 93.0         | 107.9        | 22           | 93.0       | 110.2      | 16         | 218.1      | 20         |
| Колін Маттель     | нормальний трамплін (жінки)    | Н/Д          | Н/Д          | Н/Д          | 99.5         | 125.7        | 2            | 97.5       | 119.5      | 8          | 245.2      | 3          |

## Фігурне катання
| Змагання                  | Спортсмени                   | Коротка програма | Коротка програма | Довільна програма | Довільна програма | Підсумок | Підсумок |
| Змагання                  | Спортсмени                   | Бали             | Місце            | Бали              | Місце             | Бали     | Місце    |
| ------------------------- | ---------------------------- | ---------------- | ---------------- | ----------------- | ----------------- | -------- | -------- |
| Чоловіче одиночне катання | Браян Жубер                  | 85.84            | 7                | 145.93            | 14                | 231.77   | 13       |
| Чоловіче одиночне катання | Флоран Амодьйо               | 75.58            | 14               | 123.06            | 18                | 198.64   | 18       |
| Жіноче одиночне катання   | Мае-Береніс Мейте            | 58.63            | 9                | 115.90            | 11                | 174.53   | 10       |
| Спортивні пари            | Ванесса Джеймс/Морган Сіпре  | 65.36            | 10               | 114.07            | 11                | 179.43   | 10       |
| Танці на льоду            | Пернель Каррон / Ллойд Джонс | 58.25            | 13               | 84.62             | 15                | 142.87   | 15       |
| Танці на льоду            | Наталі Пешала/Фабіан Бурза   | 72.78            | 4                | 104.44            | 4                 | 177.22   | 4        |

Командні змагання
| Змагання         | Спортсмени                                                                              | Коротка програма | Коротка програма | Коротка програма | Коротка програма | Коротка програма | Коротка програма | Коротка програма | Коротка програма | Результат | Результат | Довільна програма  | Довільна програма  | Довільна програма  | Довільна програма  | Довільна програма  | Довільна програма  | Довільна програма  | Довільна програма  | Результат | Результат |
| Змагання         | Спортсмени                                                                              | Ч                | Бали             | Ж                | Бали             | П                | Бали             | Т                | Бали             | Сума      | Місце     | Ч                  | Бали               | Ж                  | Бали               | П                  | Бали               | Т                  | Бали               | Сума      | Місце     |
| ---------------- | --------------------------------------------------------------------------------------- | ---------------- | ---------------- | ---------------- | ---------------- | ---------------- | ---------------- | ---------------- | ---------------- | --------- | --------- | ------------------ | ------------------ | ------------------ | ------------------ | ------------------ | ------------------ | ------------------ | ------------------ | --------- | --------- |
| Командне катання | Флоран Амодьйо Мае-Береніс Меіте Ванесса Джеймс/Морган Сіпре Наталі Пешала/Фабіан Бурза | 79.96            | 6                | 55.45            | 5                | 57.45            | 4                | 69.15            | 7                | 22        | 6         | не кваліфікувалися | не кваліфікувалися | не кваліфікувалися | не кваліфікувалися | не кваліфікувалися | не кваліфікувалися | не кваліфікувалися | не кваліфікувалися | 22        | 6         |

## Фристайл
Хафпайп
| Спортсмен      | Дисципліна | Кваліфікація | Кваліфікація | Кваліфікація | Кваліфікація | Фінал         | Фінал         | Фінал         | Фінал         | Фінал |
| Спортсмен      | Дисципліна | Спуск 1      | Спуск 2      | Найкращий    | Місце        | Спуск 1       | Спуск 2       | Найкращий     | Місце         |       |
| -------------- | ---------- | ------------ | ------------ | ------------ | ------------ | ------------- | ------------- | ------------- | ------------- | ----- |
| Ксав'є Бертоні | чоловіки   | 53.40        | 51.60        | 53.40        | 21           | не пройшов    | не пройшов    | не пройшов    | не пройшов    |       |
| Томас Кріф     | чоловіки   | 74.80        | 69.60        | 74.80        | 11 Q         | 4.60          | 28.60         | 28.60         | 11            |       |
| Кевін Роллан   | чоловіки   | 84.80        | 68.80        | 84.80        | 4 Q          | 88.60         | 29.80         | 88.60         | 3             |       |
| Бенуа Валентен | чоловіки   | 87.00        | 1.00         | 87.00        | 3 Q          | 10.00         | 61.00         | 61.00         | 10            |       |
| Анаїс Караде   | жінки      | 74.40        | 6.40         | 74.40        | 9 Q          | не стартувала | не стартувала | не стартувала | не стартувала |       |
| Марі Мартіно   | жінки      | 84.80        | 88.40        | 88.40        | 1 Q          | 84.80         | 85.40         | 85.40         | 2             |       |

Могул
| Спортсмен      | Дисципліна | Кваліфікація | Кваліфікація | Кваліфікація | Кваліфікація | Кваліфікація | Кваліфікація | Кваліфікація | Кваліфікація | Фінал      | Фінал      | Фінал      | Фінал      | Фінал      | Фінал      | Фінал      | Фінал      | Фінал      | Фінал      | Фінал      | Фінал      |
| Спортсмен      | Дисципліна | Спуск 1      | Спуск 1      | Спуск 1      | Спуск 1      | Спуск 2      | Спуск 2      | Спуск 2      | Спуск 2      | Спуск 1    | Спуск 1    | Спуск 1    | Спуск 1    | Спуск 2    | Спуск 2    | Спуск 2    | Спуск 2    | Спуск 3    | Спуск 3    | Спуск 3    | Спуск 3    |
| Спортсмен      | Дисципліна | Час          | Бали         | Час          | Бали         | Час          | Бали         | Разом        | Місце        | Час        | Бали       | Разом      | Місце      | Час        | Бали       | Разом      | Місце      | Час        | Бали       | Разом      | Місце      |
| -------------- | ---------- | ------------ | ------------ | ------------ | ------------ | ------------ | ------------ | ------------ | ------------ | ---------- | ---------- | ---------- | ---------- | ---------- | ---------- | ---------- | ---------- | ---------- | ---------- | ---------- | ---------- |
| Ентоні Бінна   | чоловіки   | 24.15        | 11.85        | 18.46        | 22           | 24.24        | 10.35        | 16.92        | 13           | не пройшов | не пройшов | не пройшов | не пройшов | не пройшов | не пройшов | не пройшов | не пройшов | не пройшов | не пройшов | не пройшов | не пройшов |
| Бенджамін Каве | чоловіки   | не фінішував | не фінішував | не фінішував | не фінішував | 25.37        | 14.08        | 20.12        | 9 Q          | 25.85      | 17.16      | 22.97      | 6 Q        | 26.31      | 16.87      | 22.46      | 8          | не ппойшов | не ппойшов | не ппойшов | не ппойшов |
| Гільбо Кола    | чоловіки   | не стартував | не стартував | не стартував | не стартував | не стартував | не стартував | не стартував | не стартував | не пройшов | не пройшов | не пройшов | не пройшов | не пройшов | не пройшов | не пройшов | не пройшов | не пройшов | не пройшов | не пройшов | не пройшов |
| Перрін Лаффон  | жінки      | 31.92        | 16.06        | 21.34        | 5 Q          | Bye          | Bye          | Bye          | Bye          | 32.82      | 13.86      | 18.78      | 14         | не пройшла | не пройшла | не пройшла | не пройшла | не пройшла | не пройшла | не пройшла | не пройшла |

Скікрос
| Спортсмен                | Дисципліна | Посів   | Посів | 1/16    | Чвертьфінал | Півфінал   | Фінал      | Фінал |
| Спортсмен                | Дисципліна | Час     | Місце | Позиція | Позиція     | Позиція    | Позиція    | Місце |
| ------------------------ | ---------- | ------- | ----- | ------- | ----------- | ---------- | ---------- | ----- |
| Арно Боволента           | чоловіки   | 1:17.48 | 11    | 2 Q     | 2 Q         | 2 FA       | 2          | 2     |
| Жан-Фредерік Шапюї       | чоловіки   | 1:16.77 | 4     | 1 Q     | 1 Q         | 1 FA       | 1          | 1     |
| Жонас Девуасу            | чоловіки   | 1:18.32 | 21    | 2 Q     | 3           | не пройшов | не пройшов | 10    |
| Джонатан Мідоль          | чоловіки   | 1:19.57 | 29    | 2 Q     | 2 Q         | 2 FA       | 3          | 3     |
| Алізі Барон              | жінки      | 1:25.20 | 19    | 3       | не пройшла  | не пройшла | не пройшла | 20    |
| Маріель Бергер Саббатель | жінки      | 1:24.62 | 17    | 3       | не пройшла  | не пройшла | не пройшла | 19    |
| Офелія Давид             | жінки      | 1:21.46 | 2     | 1 Q     | 1 Q         | 2 FA       | 4          | 4     |
| Маріон Жоссеран          | жінки      | 1:26.61 | 22    | 4       | не пройшла  | не пройшла | не пройшла | 27    |

FA – кваліфікація у медальний раунд; FB – кваліфікація у втішний раунд
Слоупстайл
| Спортсмени     | Дисципліна | Кваліфікація | Кваліфікація | Кваліфікація | Кваліфікація | Фінал      | Фінал      | Фінал      | Фінал      | Фінал |
| Спортсмени     | Дисципліна | Спуск 1      | Спуск 2      | Найкращий    | Місце        | Спуск 1    | Спуск 2    | Спуск 3    | Місце      |       |
| -------------- | ---------- | ------------ | ------------ | ------------ | ------------ | ---------- | ---------- | ---------- | ---------- | ----- |
| Антуан Аделісс | чоловіки   | 54.2         | 50.4         | 54.2         | 27           | не пройшов | не пройшов | не пройшов | не пройшов |       |
| Жюль Боннер    | чоловіки   | 2.2          | 40.0         | 40.0         | 30           | не пройшов | не пройшов | не пройшов | не пройшов |       |
| Жеремі Панкрас | чоловіки   | 68.0         | 69.4         | 69.4         | 19           | не пройшов | не пройшов | не пройшов | не пройшов |       |

## Шорт-трек
| Спортсмен       | Дисципліна        | Попередній заїзд | Попередній заїзд | Чвертьфінал | Чвертьфінал | Півфінал   | Півфінал   | Фінал      | Фінал      |
| Спортсмен       | Дисципліна        | Час              | Місце            | Час         | Місце       | Час        | Місце      | Час        | Місце      |
| --------------- | ----------------- | ---------------- | ---------------- | ----------- | ----------- | ---------- | ---------- | ---------- | ---------- |
| Максим Шатеньє  | 1000 м (чоловіки) | 2:20.479         | 4                | не пройшов  | не пройшов  | не пройшов | не пройшов | не пройшов | 31         |
| Максим Шатеньє  | 1500 м (чоловіки) | 2:17.938         | 4                | Н/Д         | Н/Д         | не пройшов | не пройшов | не пройшов | 23         |
| Тібо Фоконне    | 500 м (чоловіки)  | 42.368           | 4                | не пройшов  | не пройшов  | не пройшов | не пройшов | не пройшов | 26         |
| Тібо Фоконне    | 1000 м (чоловіки) | 2:00.795         | 4                | не пройшов  | не пройшов  | не пройшов | не пройшов | не пройшов | 30         |
| Тібо Фоконне    | 1500 м (чоловіки) | 2:14.054         | 3 Q              | Н/Д         | Н/Д         | PEN        | PEN        | не пройшов | не пройшов |
| Себастьєн Лепап | 500 м (чоловіки)  | 42.167           | 3                | не пройшов  | не пройшов  | не пройшов | не пройшов | не пройшов | 22         |
| Себастьєн Лепап | 1000 м (чоловіки) | 1:49.311         | 3 ADV            | 1:25.368    | 3           | не пройшов | не пройшов | не пройшов | 12         |
| Себастьєн Лепап | 1500 м (чоловіки) | 2:15.806         | 3 Q              | Н/Д         | Н/Д         | 2:23.995   | 3 FB       | 2:21.483   | 8          |
| Веронік П'єррон | 500 м (жінки)     | 1:12.278         | 4                | не пройшла  | не пройшла  | не пройшла | не пройшла | не пройшла | 29         |
| Веронік П'єррон | 1000 м (жінки)    | 1:33.022         | 2 Q              | PEN         | PEN         | не пройшла | не пройшла | не пройшла | 17         |
| Веронік П'єррон | 1500 м (жінки)    | 2:55.658         | 5 ADV            | Н/Д         | Н/Д         | 2:20.216   | 4 FB       | 2:26.066   | 10         |

Qualification legend: ADV – Advanced due to being impeded by another skater; FA – Qualify to medal round; FB – Qualify to consolation round